# Gordon Bruce (Politiker)
Hon. Gordon Lindsay Bruce (* 9. Mai 1930; † 9. Januar 1995) war ein australischer Politiker der Australian Labor Party (ALP), der unter anderem zwischen 1979 und 1993 Mitglied des South Australian Legislative Council sowie von 1989 bis 1993 Präsident des Legislativrates war.

## Leben
Gordon Lindsay Bruce engagierte sich in der Gewerkschaft der Spirituosenindustrie (Liquor Trades Union) wurde am 15. September 1979 für die Australian Labor Party erstmals zum Mitglied des South Australian Legislative Council gewählt, des Oberhauses des Parlaments von South Australia, und gehörte diesem bis zum 11. Dezember 1993 an. Während seiner Mitgliedschaft war er zwischen dem 9. Dezember 1982 und dem 12. April 1989 Mitglied sowie zwischen 1983 und 1989 auch Vorsitzender des Gemeinsamen Ausschusses des Parlaments für nachgeordnete Gesetzgebung (Joint Committee on Subordinate Legislation). Zugleich fungierte er zwischen 1982 und 1989 als Government Whip und damit als Parlamentarischer Geschäftsführer der regierenden ALP-Fraktion im Legislativrat.
Als Nachfolger seiner Parteifreundin Anne Levy übernahm Bruce am 13. April 1989 das Amt als Präsident des Legislativrates und bekleidete dieses bis zu seinem Ausscheiden aus dem Legislative Council am 11. Dezember 1993, woraufhin Peter Dunn von der Liberal Party of Australia diesen Posten übernahm. Als Präsident war er ein überzeugter Verfechter des parlamentarischen Systems und insbesondere der Bedeutung der Rolle des Legislativrates. Am 26. Mai 1994 wurde ihm aufgrund einer mindestens dreijährigen Amtszeit als Präsident des Legislativrates der Höflichkeitstitel The Honourable verliehen.

## Hintergrundliteratur
- Parliament of South Australia: Statistical Record of the Legislature 1836–2007 (Memento vom 11. März 2019 im Internet Archive)
- Robert Martin: Responsible Government in South Australia, Band 2, Wakefield Press, 2009, ISBN 978-1-8625-4-8442, S. 83 f. (Onlineversion (Auszug))

## Weblink
- Hon Gordon Bruce. In: Parlament von South Australia. Abgerufen am 28. März 2024 (englisch).